# PlanetMath
PlanetMath es una enciclopedia libre de matemáticas colaborativa en línea. Se hace énfasis en la revisión por expertos, rigor, pedagogía, contenido enlazado y guiado por la comunidad. El proyecto se localiza en la Biblioteca Digital del Laboratorio de Investigación del Tecnológico de Virginia.
PlanetMath inició cuando la popular enciclopedia MathWorld fue cerrada debido a una orden de la corte estadounidense como resultado de la demanda de CRC Press contra su autor Eric Weisstein y la compañía Wolfram Research.
PlanetMath usa la misma licencia copyleft GFDL que Wikipedia. Cuando un autor crea un artículo, puede decidir otorgar derechos de escritura a otros individuos o grupos de individuos. Todo el contenido se escribe en LaTeX. El usuario puede escoger entre crear los enlaces de forma automática o permitir que el sistema convierta ciertas palabras en enlaces que apuntan a otros artículos. El tema de cada artículo se clasifica de acuerdo al sistema de clasificación de la American Mathematical Society.
Los usuarios pueden agregar erratas, discusiones o mensajes a los artículos, existiendo también un sistema de mensajes privados entre usuarios.
El software sobre el que corre PlanetMath se llama Noösphere y está escrito en Perl y funciona con el servidor apache en Linux, estando bajo la licencia BSD.